# 自由與中間聯盟
自由與中間聯盟是立陶宛中間偏右、自由主義、保守自由主義政黨。目前該黨在議會擁有15席，為第四大黨。
該黨為國際自由聯盟與歐洲自由民主改革黨成員。

## 歷史
2003年，立陶宛自由聯盟（Lietuvos liberalų sąjunga）、立陶宛中間聯盟（Lietuvos centro sąjunga）和現代基督教民主聯盟（Moderniųjų krikščionių demokratų sąjunga）合併成立自由與中間聯盟。
2004年歐洲議會選舉，該黨得票率達11.2%，贏得兩席。
2004年立陶宛議會選舉，該黨得票率9.1%，獲得18席。
2008年立陶宛議會選舉，該黨僅剩5席，得票率滑落至5.34%。
2011年9月22日，國家復興黨（Tautos prisikėlimo partija）併入自由與中間聯盟。

## 外部連結
- （立陶宛文） 自由與中間聯盟官方網站